# Leopold Kupelwieser

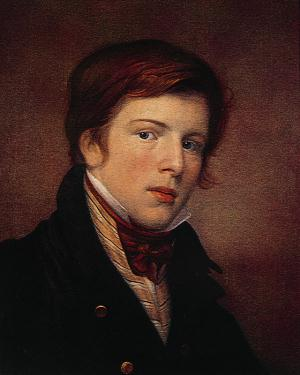
Leopold Kupelwieser, zelfportret van circa 1813

Leopold Kupelwieser (Markt Piesting, 17 oktober 1796 – Wenen, 17 november 1862) was een Oostenrijks kunstschilder. Hij wordt gerekend tot de Nazareners.
Zijn talent werd rap opgemerkt door de beeldhouwer Franz Anton von Zauner en op twaalfjarige leeftijd volgde hij reeds een opleiding aan de Academie van beeldende kunsten in Wenen. Tijdens een verblijf in Rome in 1824 kwam hij onder de indruk van Johann Friedrich Overbeck en zijn Nazarene beweging.
Hij was een lid van de "Schubertianen" (de vrienden van Franz Schubert), een groep die vaker samen de zomers doorbracht op Schloss Atzenbrugg, ten westen van Wenen, en muziekavonden organiseerden, de eerste Schubertiades. In 1826 huwde hij Maria Johanna Evangelista Augustina Stephania Theodora Lutz. Ter gelegenheid van dit huwelijk componeerde Schubert de "Kupelwieser Waltz", die nooit werd neergeschreven maar na mondelinge overlevering later werd uitgeschreven door Richard Strauss. In 1837 werd hij professor historieschilderkunst aan de Academie en 1850 werd hij tot ridder geslagen in de Frans Jozef-orde.
Werk van Kupelwieser is onder meer te bezichtigen in Wenen in de Österreichische Galerie Belvedere, de Augustijnenkerk, de Sint-Petruskerk en de Dominicanenkerk, en verder in het Stift Klosterneuburg en het Art Institute of Chicago.
- Bibsys: 2109243
- Bibliothèque nationale de France: cb14803378k (data)
- Gemeinsame Normdatei: 11872553X
- International Standard Name Identifier: 0000 0000 7139 3578
- Library of Congress Control Number: n85091129
- MusicBrainz: 7ce425af-b321-42d1-883b-9bc33b1b15b1
- Nationale Bibliotheek van Tsjechië: mzk2009532623
- Nationale Bibliotheek van Israël: 987007272624805171
- Nederlandse Thesaurus van Auteursnamen: 070626804
- Réseau des bibliothèques de Suisse occidentale: 02-A013768988
- RKD-Nederlands Instituut voor Kunstgeschiedenis: 46913
- SNAC: w6c54fcs
- Système universitaire de documentation: 18269870X
- Union List of Artist Names: 500015418
- Virtual International Authority File: 7652034
- WorldCat: E39PCjv4B3mXdPbVvvFQRxGcrm